# 米凱爾·凱爾森
米凱爾·凱爾森（丹麥語：Michael Kjeldsen，1962年11月13日—），是一位丹麥已退役男子羽球運動員。
米凱爾·凱爾森與馬克·克里斯滕森一起參加1985年羽球世界杯男子雙打比賽。在1986年的歐洲羽球錦標賽上，兩人獲得男子雙打銅牌，他本人也獲得男子單打銅牌，所代表的國家隊則獲得團體金牌。在1988年的歐洲錦標賽中。他代表國家隊再獲金牌，同時與延斯·彼得·尼爾霍夫一起奪得男子雙打金牌，個人也獲得男子單打銅牌。他還在荷蘭羽球公開賽、中華台北羽球公開賽、比利時羽球國際賽、加拿大羽球公開賽和德國羽球公開賽上取得了成功。